# Consul superba
Consul superba är en fjärilsart som beskrevs av Friedrich Wilhelm Niepelt 1923. Consul superba ingår i släktet Consul och familjen praktfjärilar. Inga underarter finns listade i Catalogue of Life.